# Gabriel Torrent de la Goula
Gabriel Torrent de la Goula (Manlleu, segle xvi - Barcelona, 1616) fou bandoler vinculat al bàndol dels cadells. Va ser conegut amb el sobrenom de Trucafort.
Era fill d'en Toni Torrent, segons va donar fe en Miquel Arau de Sant Bartomeu Sesgorgues el 1611. Era un home jove petitonet i barba-ros. Cosa que desmenteix la teoria d'en Soler Terol i mossèn Fortià Solà que en Trucafort en els seus inicis va ser un perseguidor de lladres.
Els orígens de la seva família són a Sant Martí Sescorts per després establir-se com a masovers al mas la Goula, cap a finals del segle xvi ja seran els propietaris. L'hereu de la Goula fou el seu germà gran Bernat, àlies Galant de la Goula, membre dels cadells. El qual s'uní amb els Coixard de Manlleu, fou capturat el 8 de desembre de 1605, per ser torturat i penjat a Vic a finals del mateix any. Aleshores en Gabriel i un altre germà, en Pau, entraren a formar part de la quadrilla del Coixard. Posteriorment cap al 1611, quan els Coixard van marxar cap al vescomtat de Bas, encapçalaren la facció a la Plana de Vic. Van ser coneguts amb el nom de la quadrilla d'en Trucafort. El 1612 disposava d'una força d'aproximadament uns cinquanta homes. L'any següent robà a masies situades entre Barcelona i Montcada; perseguit per les autoritats, es refugià a la Pobla de Lillet, on les autoritats locals el protegien. Durant cinc anys varen aconseguir ser els bandolers més buscats del Principat. El 22 d'octubre de 1615 es va produir una batussa a la Masia de la Vall, a Mura, entre la quadrilla d'en Gabriel Torrent de la Goula i la quadrilla d'en Jeroni Ramona. Finalment, el mes de juny de 1616 va ser capturat en una masia de Sant Esteve d'En Bas, fou dut a Barcelona on fou executat a tall d'exemple, la sentència era "llevar los punys" que eren cremats davant el pres, per seguidament ser assotat i esquarterat públicament